# Phyllostachys guizhouensis
Phyllostachys guizhouensis là một loài thực vật có hoa trong họ Hòa thảo. Loài này được C.S.Chao & J.Q.Zhang miêu tả khoa học đầu tiên năm 1982.